# Ursynalia - Liên hoan sinh viên Warszawa

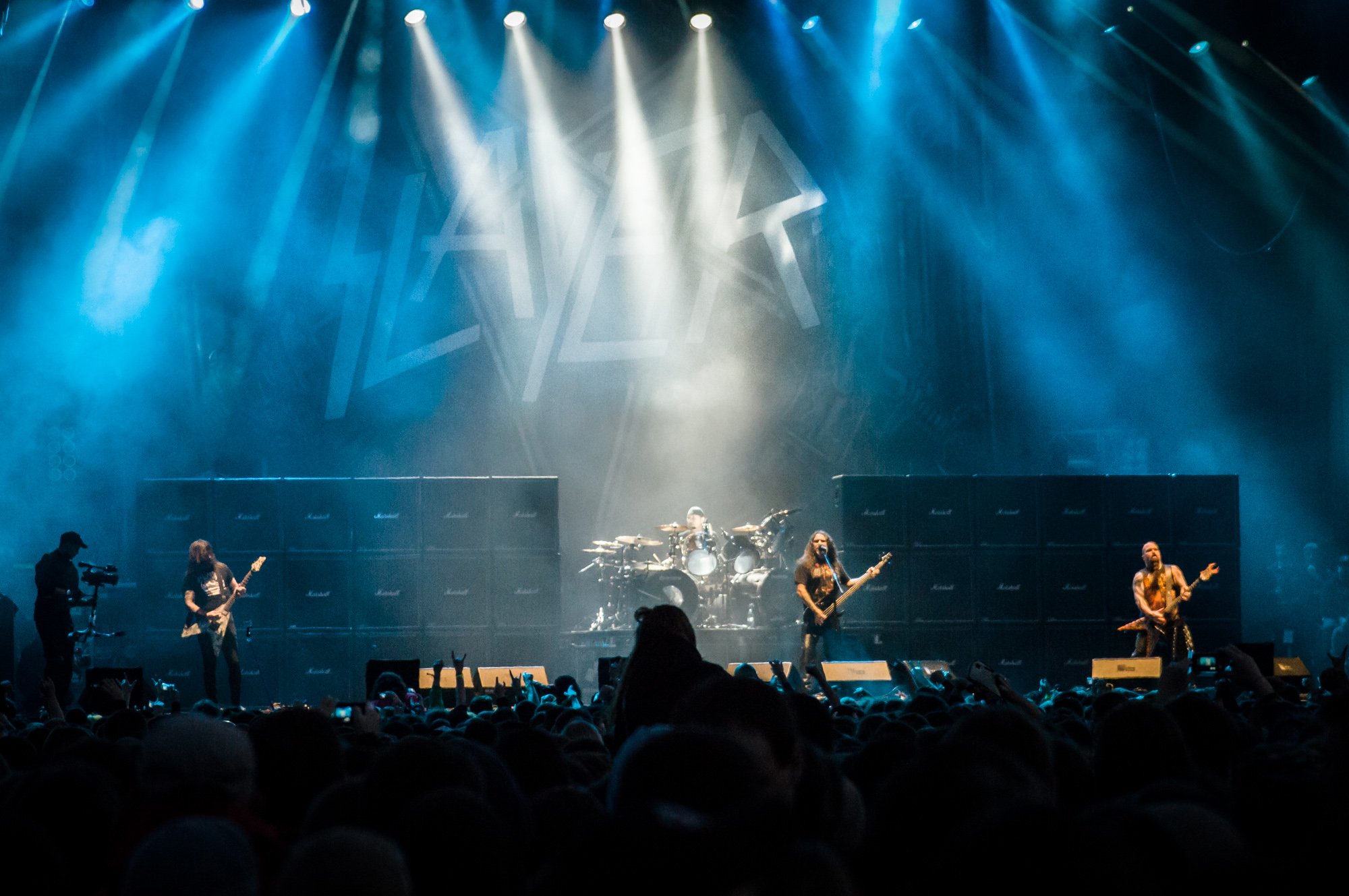
Ban nhạc Slayer biểu diễn tại Liên hoan sinh viên Warsaw (2012)

Ursynalia - Liên hoan sinh viên Warsaw (Ursynalia – Warsaw Student Festival) là một lễ hội âm nhạc thường niên dành cho sinh viên và giới trẻ tại Warsaw, Ba Lan. Liên hoan Ursynalia được Hội sinh viên tại Đại học Khoa học Đời sống Warsaw (SGGW) thành lập vào năm 1983. Lễ hội này thường diễn ra vào cuối tháng 5 hoặc đầu tháng 6 hàng năm. Đây là một trong những lễ hội sinh viên sôi động và nổi tiếng nhất ở Châu Âu.

## Ca sĩ và ban nhạc nổi tiếng
Dưới đây liệt kê các ca sĩ và ban nhạc nổi tiếng tham gia lễ hội qua một số năm như:
| Năm  | Ca sĩ và ban nhạc nổi tiếng | Chú thích  |
| ---- | --- | ---------- |
| 2010 | Parov Stelar, Strachy na Lachy, Jelonek, Angelo Mike | 28/05/2010 |
| 2010 | Lipali, Buldog, The Futureheads, Coma, Kazik na Żywo, Duże Pe | 29/05/2010 |
| 2010 | Sidney Polak, Ewa Farna, Lady Pank Tuniziano | 30/05/2010 |
| 2011 | Korn, StillWell, Jelonek, Proletaryat, Carrion, Grubson, Numer Raz, Dj Abdool | 01/06/2011 |
| 2011 | Guano Apes, Alter Bridge, Perfect, Olaf Deriglasoff, Sen Zu, Martijn Ten Velden | 02/06/2011 |
| 2011 | Simple Plan, Turboweekend, Oedipus, Young Guns, Jamal, Afromental, Mafia Mike | 03/06/2011 |
| 2012 | Limp Bizkit, Slayer, Luxtorpeda, Lipali, AmetriA, Noko, Sandaless, Chassis, Tabasko, Fisz Emade, The Pryzmats, DJ Procop, Benassi Bros. feat. Dhany, Paul Johns                       | 01/06/2012 |
| 2012 | Nightwish, In Flames, My Riot, Oedipus, Illusion, Hunter, Orbita Wiru At the Lake, Modestep, Poparzeni Kawą Trzy, Warszafski Deszcz                                                   | 02/06/2012 |
| 2012 | Billy Talent, Mastodon, Gojira, Jelonek, Armia, Believe, Holden Avenue, George Borowski, Awolnation, Dzień Zapłaty                                                                    | 03/06/2012 |
| 2013 | Frog'n'Dog, Dead by April, Soilwork, Hunter, The Sixpounder, Motörhead, Bullet for My Valentine, Transsexdisco, Lostbone, Frontside, Poparzeni Kawą Trzy, Luxtorpeda, Enej, Pendulum. | 31/05/2013 |
| 2013 | Seven on Seven, Hedfirst, Parkway Drive, Chemia, Venflon, HIM, 3 Doors Down, Icona, Minerals, Corruption, Mesajah, Jelonek, Gentleman & The Evolution, DJ Procop.                     | 01/06/2013 |
| 2013 | Magnificent Muttley, Infernal Bizarre, Mama Selita, Royal Republic, Ukeje, TSA, Splot, Audioshock, Katy Carr and the Aviators, Friction                                               | 02/06/2013 |